# ベネット郡 (サウスダコタ州)
ベネット郡（英: Bennett County）は、アメリカ合衆国サウスダコタ州の南部に位置する郡である。2010年国勢調査での人口は3,431人であり、2000年の3,574人から4.0％減少した。郡庁所在地はマーティン市（人口1,071人）であり、同郡で人口最大の町でもある。
ベネット郡の中、国勢調査指定地域のアレンと隣接するオグラララコタ郡カイルの間、座標では北緯43度22分 西経101度58分 / 北緯43.36度 西経101.97度には北アメリカの到達不能極があり、最も近い海岸線から1,650 km (1024 マイル) 離れている。

## 歴史
ベネット郡となった地域は永い間オグララ・ラコタ族、別名スー族が支配する土地だった。当初はパインリッジ・インディアン居留地に含まれていたが、1910年にアメリカ合衆国議会の法によってその土地の大半が居留地から外され、インディアンではない者へ売却された。居留地の中で移動させられたパインリッジ・ラコタの者達は、郡内北西隅に伸びる縮小された居留地に区画を割り当てられた。ベネット郡の境界は1909年にサウスダコタ州議会によって決定された。東にはローズバッド・インディアン居留地があり、シカング・オイアテ族、別名ブリュレ・スー族とラコタ族の支族であるローズバッド・スー族が居留している。
この土地は1912年にベネット郡が設立されるまでフォールリバー郡に属していた。この年の8月27日、最初の郡政委員会委員が選出された。1912年11月、住民はマーティン市を郡庁所在地に選んだ。
ラコタ族とヨーロッパ系アメリカ人はその集団間の関係を改善するために努めてきており、住人は純血や混血（どちらもインディアンを呼ぶ）および白人と呼び習わしている。集団間の結婚と共同作業が増加してきた。1990年代半ば、住民は郡内のパウワウとロデオを共同開催した。地域の気候と土壌では、昔から牧場と乾燥地農法が主流になっている。
1990年代までに、インディアンが郡住人の過半数を構成するようになった。2000年国勢調査では郡住民の5.7％がインディアンとヨーロッパ系アメリカ人の混血である。これは、オクラホマ州北西部と、ミネソタ州北西部のホワイトアース・インディアン居留地を除けば、アメリカ合衆国の郡では最も高い数値になっている。
2002年、インディアンは郡と州の選挙への投票を促すために民主党の有権者登録を行った。この年の秋にオグララ・ラコタ族の候補者チャールズ・カミングスが郡保安官に、ジェラルド・"ジェッド"・ベトルヨウンが郡政委員会委員に選出された。その就任宣誓は部族の長老アリス・ヤングによって取り持たれた。2002年6月、ヤングの娘サンディ・フライが郡教育委員会の委員に選ばれた最初のインディアンとなった。

## 地理
アメリカ合衆国国勢調査局に拠れば、郡域全面積は1,191平方マイル (3,084.7 km2)であり、このうち陸地は1,185平方マイル (3,069.1 km2)、水域は5平方マイル (12.9 km2)で水域率は0.45％である。

### 主要高規格道路
- アメリカ国道18号線
- サウスダコタ州道73号線

### 隣接する郡
- ジャクソン郡 - 北
- トッド郡 - 東
- チェリー郡 (ネブラスカ州) - 南
- オグラララコタ郡 - 西

### 国立保護地域
- ラクリーク国立野生生物保護区

## 人口動態
| 2010年国勢調査による統計 基礎データ - 人口: 3,431人 - 世帯数: 1,090 世帯（住民の98.9％は世帯に属している） 人種別人口構成 - 白人: 33.3%（非ヒスパニック） - アフリカン・アメリカン: 0.1% - ネイティブ・アメリカン: 60.4%（非ヒスパニック） - ヒスパニック）ネイティブ・アメリカン: 1.1％ - アジア人: 0.4% - 太平洋諸島系: 0.1% - その他の人種: 0.2% - 混血: 4.0% - ネイティブ・アメリカンの血を引く者: 65.3％ - ヒスパニック・ラテン系: 2.0% 以下は2000年の国勢調査による人口統計データである。 基礎データ - 人口: 3,574人 - 世帯数: 1,123 世帯 - 家族数: 818 家族 - 人口密度: 1人/km2（3人/mi2） - 住居数: 1,278軒 - 住居密度: 0軒/km2（1軒/mi2） 人種別人口構成 - 白人: 40.91% - アフリカン・アメリカン: 0.28% - ネイティブ・アメリカン: 52.07% - アジア人: 0.06% - 太平洋諸島系: 0.14% - その他の人種: 0.17% - 混血: 6.38% - ヒスパニック・ラテン系: 2.01% 先祖による構成 - ドイツ系：14.2％ - アイルランド：6.1％ | 年齢別人口構成 - 18歳未満: 36.3% - 18-24歳: 9.2% - 25-44歳: 25.3% - 45-64歳: 18.0% - 65歳以上: 11.1% - 年齢の中央値: 29歳 - 性比（女性100人あたり男性の人口） - 総人口: 98.3 - 18歳以上: 93.9 世帯と家族（対世帯数） - 18歳未満の子供がいる: 39.7% - 結婚・同居している夫婦: 48.6% - 未婚・離婚・死別女性が世帯主: 17.5% - 非家族世帯: 27.1% - 単身世帯: 23.3% - 65歳以上の老人1人暮らし: 10.2% - 平均構成人数 - 世帯: 3.14人 - 家族: 3.74人 収入と家計 - 収入の中央値 - 世帯: 25,313米ドル - 家族: 28,363米ドル - 性別 - 男性: 26,042米ドル - 女性: 17,472米ドル - 人口1人あたり収入: 10,106米ドル - 貧困線以下 - 対人口: 39.2% - 対家族数: 30.3% - 18歳未満: 48.8% - 65歳以上: 23.1% |

## 都市と町
都市名の後の数字は2010年国勢調査での人口を示す
- アレン 420
- マーティン 1,071 - 郡庁所在地
- ベタル
- ハーリントン
- タットヒル

### 郡区
ベネット郡はイースト・ベネットとウェスト・ベネットの2つの未編入領域に分けられている。